# Вајтхол (Монтана)
Вајтхол (енгл. Whitehall) град је у америчкој савезној држави Монтана.

## Демографија
По попису из 2010. године број становника је 1.038, што је 6 (-0,6%) становника мање него 2000. године.
| Група             | 2000.       | 2010.       |
| Белци             | 977 (93,6%) | 960 (92,5%) |
| Афроамериканци    | 0 (0,0%)    | 2 (0,2%)    |
| Азијати           | 3 (0,3%)    | 5 (0,5%)    |
| Хиспаноамериканци | 18 (1,7%)   | 21 (2,0%)   |
| Укупно            | 1.044       | 1.038       |